# Гейгамен (Нью-Йорк)
Гейгамен (англ. Hagaman) — селище (англ. village) в США, в окрузі Монтгомері штату Нью-Йорк. Населення — 1117 осіб (2020).

## Географія
Гейгамен розташований за координатами 42°58′15″ пн. ш. 74°9′35″ зх. д. / 42.97083° пн. ш. 74.15972° зх. д. (42.970732, -74.159793).  За даними Бюро перепису населення США в 2010 році селище мало площу 4,00 км², з яких 3,88 км² — суходіл та 0,12 км² — водойми.

## Демографія
Згідно з переписом 2010 року, у селищі мешкали 1292 особи в 535 домогосподарствах у складі 359 родин. Густота населення становила 323 особи/км².  Було 571 помешкання (143/км²).
Расовий склад населення:
| - 96,1 % — білих - 0,9 % — чорних або афроамериканців - 0,3 % — корінних американців - 0,1 % — азіатів - 1,9 % — осіб інших рас |

До двох чи більше рас належало 0,8 %. Частка іспаномовних становила 3,6 % від усіх жителів.
За віковим діапазоном населення розподілялося таким чином: 18,9 % — особи молодші 18 років, 63,9 % — особи у віці 18—64 років, 17,2 % — особи у віці 65 років та старші. Медіана віку мешканця становила 46,0 року. На 100 осіб жіночої статі у селищі припадало 100,6 чоловіків;  на 100 жінок у віці від 18 років та старших — 98,5 чоловіків також старших 18 років.
Середній дохід на одне домашнє господарство  становив 66 109 доларів США (медіана — 56 080), а середній дохід на одну сім'ю — 76 442 долари (медіана — 77 596). Медіана доходів становила 51 875 доларів для чоловіків та 40 417 доларів для жінок. За межею бідності перебувало 13,8 % осіб, у тому числі 18,8 % дітей у віці до 18 років та 10,4 % осіб у віці 65 років та старших.
Цивільне працевлаштоване населення становило 687 осіб. Основні галузі зайнятості: освіта, охорона здоров'я та соціальна допомога — 32,0 %, виробництво — 13,5 %, публічна адміністрація — 11,2 %, будівництво — 9,2 %.